# Lobelia paranaensis
Lobelia paranaensis là loài thực vật có hoa trong họ Hoa chuông. Loài này được R.Braga mô tả khoa học đầu tiên năm 1964.